# Dascyllus trimaculatus
Demoiselle à trois points, Dascylle à trois taches, Domino noir
Espèce
La Demoiselle à trois points (Dascyllus trimaculatus) est une espèce de poissons osseux de la famille des pomacentridés.

## Description
La Demoiselle à trois points est un petit poisson qui mesure jusqu'à 11 à 12 cm. Dascyllus trimaculatus est la plus grande des 9 espèces du genre.
Il n’y a pas de dimorphisme sexuel mais la livrée change entre les juvéniles et les adultes. Les adultes Dascyllus trimaculatus sont globalement noirs. Les écailles du corps ont une marge noire et leur centre est plus clair et bleuté. Les nageoires sont noires, parfois un peu rougeâtres, sauf pour les nageoires pectorales et le bord extérieur de la dorsale souple qui sont transparents. Il existe une variante avec des nageoires orange.
Les juvéniles présentent une tache sur le front et les côtés de la tête. Les adultes n'ont habituellement pas cette tache mais ont un « point » blanc sur le haut de chacune des faces. La coloration des adultes est variable en fonction des conditions éthologiques et écologiques. Les mâles pendant les amours sont généralement plus pâles. Ce sont les trois taches des juvéniles qui ont inspiré le nom vernaculaire de Demoiselle à trois points.
Généralement la nageoire dorsale est composée de 12 épines et 15 rayons souples, la nageoire anale de deux épines et 14 rayons souples, et les nageoires pectorales de 19 ou 20 rayons souples.

## Répartition et habitat
La Demoiselle à trois points est largement répartie dans le bassin Indo-Pacifique : mer Rouge et Afrique de Est jusqu'aux îles de la Ligne et l'île Pitcairn à l'Ouest. Au niveau longitudinal, cette aire s’étend du sud du Japon au Nord, jusqu'à Sydney en Australie au Sud.
Dascyllus trimaculatus est absente de Hawaï et des îles Marquises où elle est remplacée par les espèces apparentées respectivement D. albisella et D. strasburgi,
La Demoiselle à trois points habite les récifs coralliens, aussi bien dans le lagon que dans les passes et le bord extérieur du récif. Elle est présente de 1 à au moins 55 mètres

## Appellations
On utilise plusieurs noms vernaculaires pour désigner Dascyllus trimaculatus : Demoiselle domino, domino noir, Dascylle à trois taches, boetteur (Seychelles).

## Écologie

### Alimentation
La Demoiselle à trois points passe la majorité de son temps à se nourrir de plancton bien au-dessus du fond. L'analyse du contenu stomacal de plusieurs spécimens capturés à Palau par Allen en 1975 a révélé 40 % d'algues et 60 % de copépodes et autres crustacés planctoniques.

### Reproduction
La période des amours est caractérisée par le comportement de signal jumping du mâle que l'on retrouve pour d'autres espèces de la famille. Les œufs sont déposés sur des branches de corail mort ou des rochers. On estime entre 20 000 et 25 000 le nombre d'œufs par ponte.
Les mâles surveillent agressivement la ponte durant toute la période d'incubation qui dure de 3 à 4 jours suivant la température. Les larves mesurent 2 mm à l'éclosion et grandissent rapidement. Elles sont pélagiques pendant leurs premières semaines.

### Associations

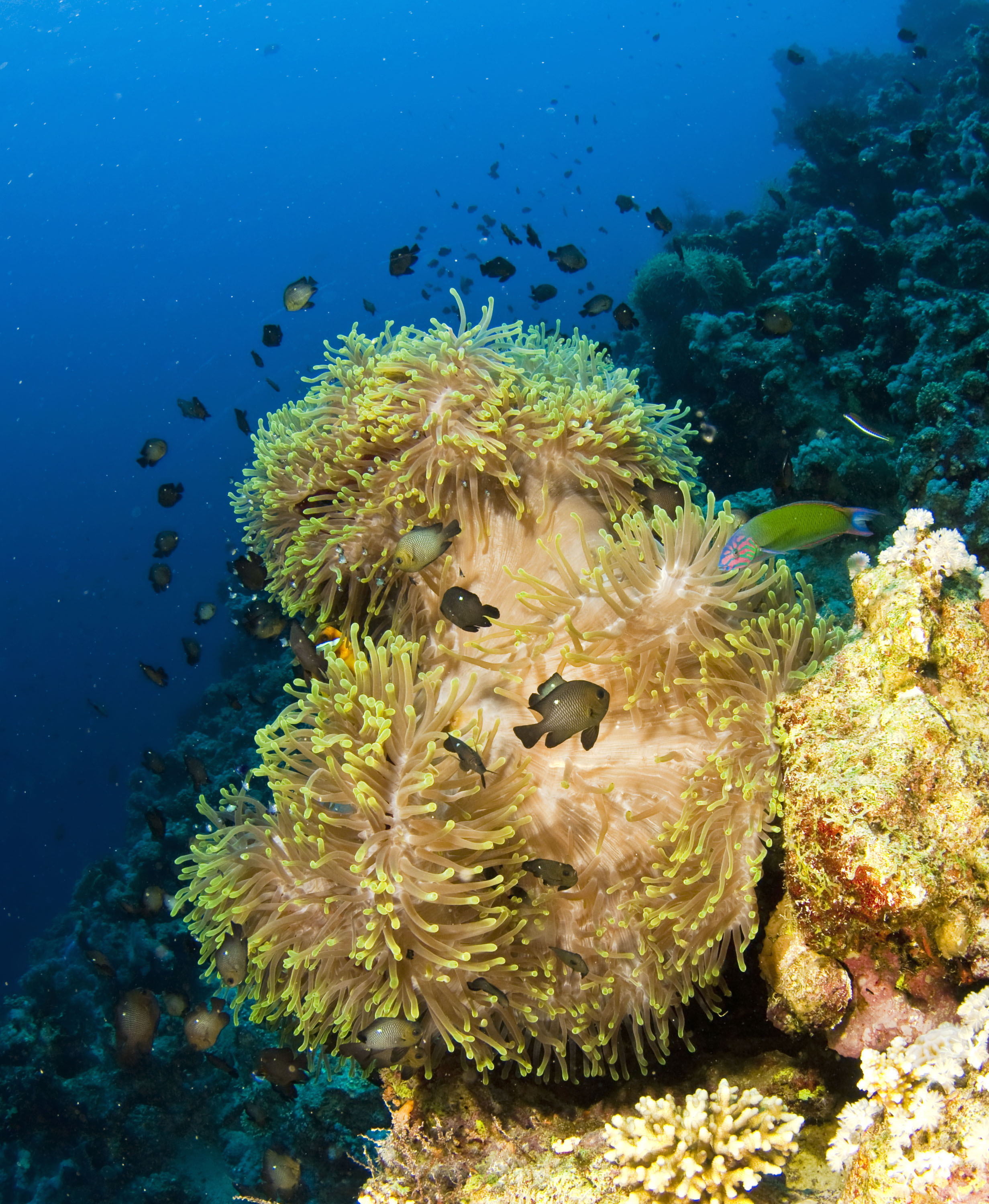
Groupe de D. trimaculatus dans l'anémone Heteractis magnifica

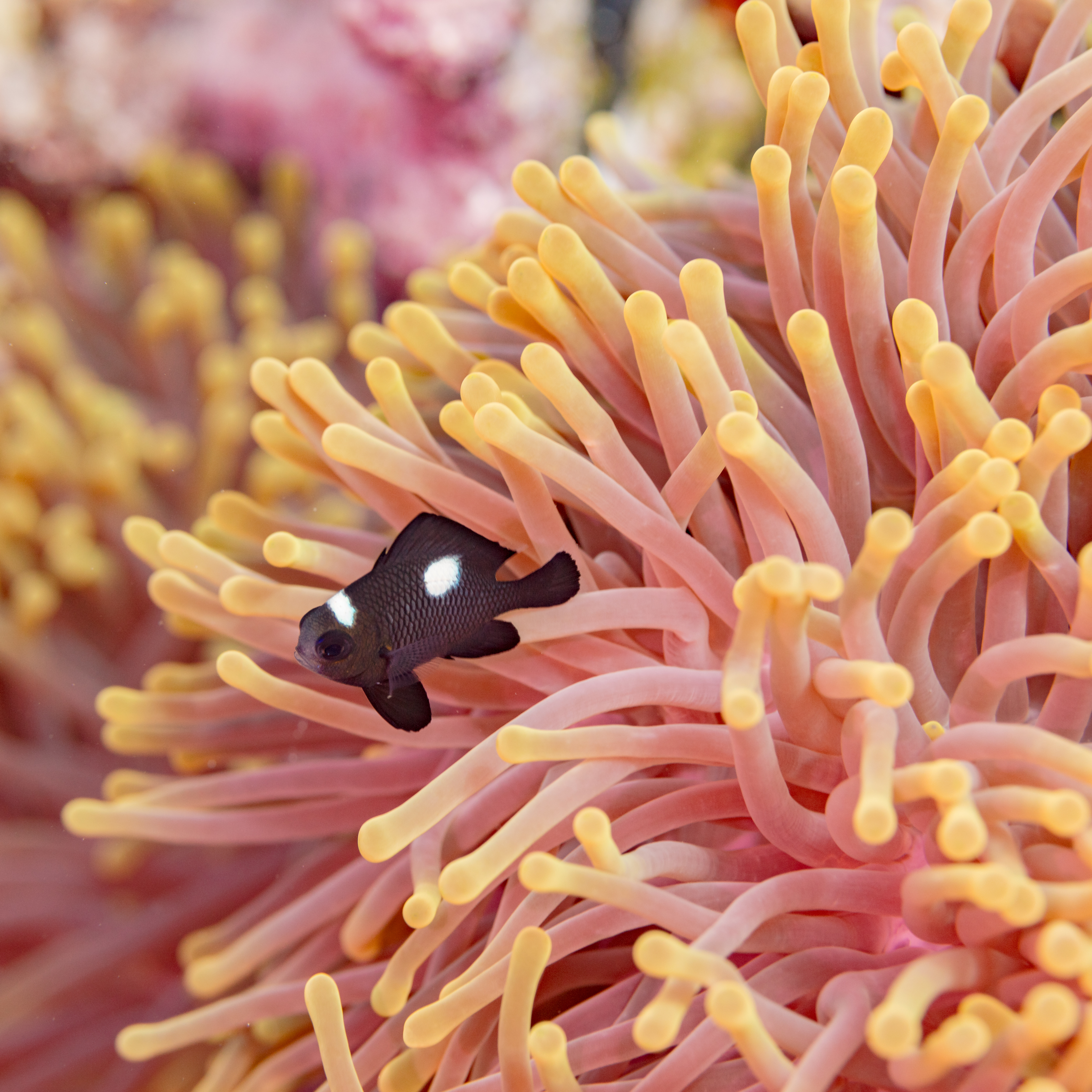
Jeune Dascyllus trimaculatus en protection par Heteractis magnifica en mer Rouge. Avril 2023.

Les juvéniles D. trimaculatus sont généralement associés avec des coraux branchus et les anémones de mer qu'elle partagent avec les poissons-clowns. La Demoiselle à trois points juvénile peut se trouver dans 8 anémones de mer hôtes : Entacmaea quadricolor, Heteractis aurora, Heteractis crispa, Heteractis magnifica, Macrodactyla doreensis, Stichodactyla gigantea, Stichodactyla haddoni et Stichodactyla mertensii. Dans une grande anémone on peut trouver jusqu'à 60 individus.
Les jeunes Dascyllus restent plus à l'écart des tentacules de l'anémone que les Amphiprion. Néanmoins, en cas de danger, elles plongent dans les tentacules et y restent jusqu'à ce que le danger soit écarté. Les adultes ne s'associent généralement pas avec les anémones, mais restent à proximité.

### Autres
La Demoiselle à trois points est grégaire et est souvent en groupe relativement important (plus de 50 individus).
Comme d’autres espèces de Pomacentridés, la Demoiselle à trois points est capable d’émettre des sons, pour sa défense ou au moment de la reproduction[réf. souhaitée].

## Systématique
Dascyllus trimaculatus est une espèce de poissons osseux de la classe des actinoptérygiens ou poissons à nageoires rayonnées. Elle appartient au genre Dascyllus
Cuvier, 1829. dans la famille des Pomacentridés.

### Synonymes

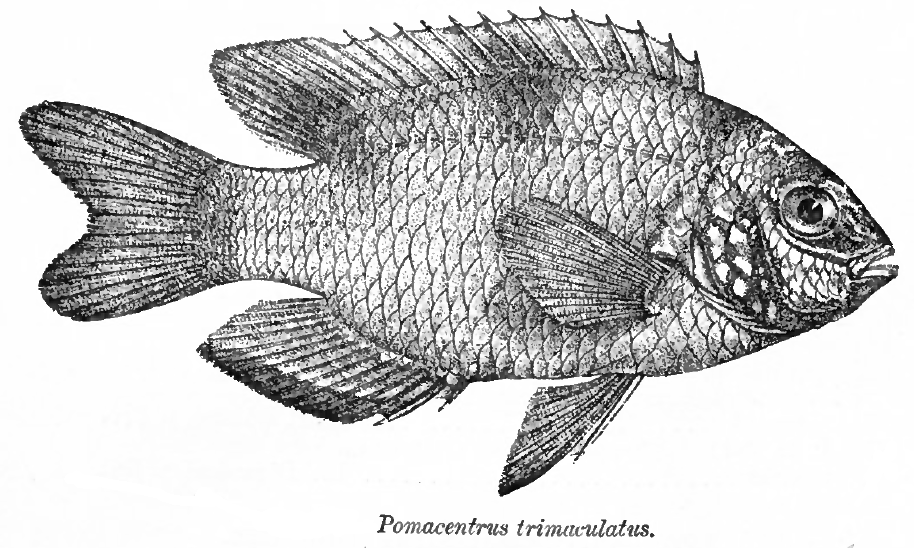
Illustration de Pomacentrus trimaculatus dans Fauna of British India (1889) de Sir Francis Day, un des synonyme de Dascyllus trimaculatus (Rüppell, 1829)

Plusieurs taxons sont aujourd'hui considérés comme des synonymes invalides de Dascyllus trimaculatus :
- Pomacentrus trimaculatus Rüppell, 1829 — Basionyme de l'espèce
- Pomacentrus nuchalis Bennett, 1830
- Dascyllus unicolor Bennett, 1831
- Dascyllus niger Bleeker, 1847
- Dascyllus axillaris Smith, 1936